# جيمس كينغ (لاعب كريكت بريطاني)
جيمس كينغ (1855 في المملكة المتحدة - ) (بالإنجليزية: James King)‏ هو لاعب كريكت بريطاني. لعب مع نادي مقاطعة هامبشاير للكريكت ‏ وKent County Cricket Club ‏.

## وصلات خارجية
- جيمس كينغ على موقع إي آس بي آن كريك إنفو (الإنجليزية)